# Ankiabe Salohy
Ankiabe Salohy is een plaats en commune in het noorden van Madagaskar, behorend tot het district Mandritsara, dat gelegen is in de regio Sofia. Tijdens een volkstelling in 2001 telde de plaats 21.826 inwoners.
De plaats biedt naast lager onderwijs ook middelbaar onderwijs aan. 87 % van de bevolking werkt als landbouwer en 7 % verdient zijn brood als visser. Het belangrijkste landbouwproduct is rijst; andere belangrijke producten zijn koffie, suikerriet, kruidnagelen en vanille. Verder is 6% actief in de dienstensector.